# Ficus filosa
Ficus filosus, tên tiếng Anh: Threaded Fig Shell, là một loài ốc biển, là động vật thân mềm chân bụng sống ở biển thuộc họ Ficidae.

## Miêu tả
Loài này có kích thước giữa 47 mm và 120 mm

## Phân bố
Chúng phân bố ở Thái Bình Dương dọc theo Nhật Bản và Úc